# Tron: Legacy (Original Motion Picture Soundtrack)
Tron: Legacy (Original Motion Picture Soundtrack) è una colonna sonora del gruppo musicale francese Daft Punk, pubblicata il 22 dicembre 2010 dalla Walt Disney Records.

## Descrizione
Si tratta della colonna sonora dell'omonimo film Tron: Legacy, uscito nelle sale cinematografiche nel 2010, che ha visto la partecipazione di un'orchestra di cento elementi. Secondo quanto affermato dal duo, la realizzazione della colonna sonora è stata l'occasione per inaugurare un'ulteriore fase sperimentale di nuovi tipi di musica, in questo caso l'elettronica, tornando alle origini di Homework, ma con l'introduzione di nuovi cambiamenti dovuti alla loro crescita e maturità guidando un'intera orchestra.
Guy-Manuel de Homem-Christo ha detto che è stata una grande esperienza dirigere un'orchestra e che gli piacerebbe fare altri progetti del genere in futuro, restando nel campo del cinema.

## Tracce
Musiche di Thomas Bangalter e Guy-Manuel de Homem-Christo.
1. Overture – 2:30
2. The Grid – 1:36
3. The Son of Flynn – 1:35
4. Recognizer – 2:37
5. Armory – 2:02
6. Arena – 1:33
7. Rinzler – 2:17
8. The Game Has Changed – 3:25
9. Outlands – 2:42
10. Adagio for Tron – 4:11
11. Nocturne – 1:41
12. End of Line – 2:36
13. Derezzed – 1:44
14. Fall – 1:22
15. Solar Sailer – 2:42
16. Rectifier – 2:14
17. Disc Wars – 4:11
18. C.L.U. – 4:39
19. Arrival – 2:00
20. Flynn Lives – 3:22
21. Tron Legacy (End Titles) – 3:17
22. Finale – 4:23

CD bonus presente nell'edizione speciale
1. Encom, Part I – 3:51
2. Encom, Part II – 2:15
3. Round One – 1:38
4. Castor – 2:18
5. Reflections – 2:36

Traccia bonus – Amazon MP3
1. Sea of Simulation – 2:40

Tracce bonus – iTunes
1. Father and Son – 3:12
2. Outlands, Part II – 2:53

Tracce bonus nell'edizione LP
1. Sea of Simulation – 2:40
2. Encom Part 2 – 2:15
3. Encom Part 1 – 3:51
4. Round One – 1:38
5. Castor – 2:18
6. Reflections – 2:36
7. Sunrise Prelude – 2:55

Traccia bonus – Nokia Music Store
1. Sunrise Prelude – 2:55

## Tron: Legacy Reconfigured
Il 5 aprile 2011 il gruppo ha pubblicato l'album di remix Tron: Legacy Reconfigured, contenente remix dei brani realizzati da diversi disc jockey.